# Зіньйо
Крізам Сезар Олівейра Фільйо (порт.-браз. Crizam César de Oliveira Filho), більш відомий як Зіньйо (порт.-браз. Zinho, нар. 17 червня 1967, Нова-Ігуасу) — колишній бразильський футболіст, що грав на позиції півзахисника. По завершенні ігрової кар'єри — футбольний тренер. Наразі входить до тренерського штабу клубу «Васко да Гама».
Виступав за низку бразильських клубів, а також японську «Йокогаму Флюгелс» та американський «Маямі». У складі національної збірної Бразилії ставав чемпіоном світу та віце-чемпіоном Південної Америки.

## Клубна кар'єра
Зіньйо розпочав свою футбольну кар'єру у клубі «Фламенго», дебютувавши в основному складі команди 9 березня 1986 року в матчі з клубом «Мескіта», що завершився перемогою «Фла» з рахунком 3:1, а у своєму четвертому матчі 18 травня він відкрив свій гольовий рахунок, забивши один з 5-ти м'ячів своєї команди у ворота клубу «Португеза Деспортос». У тому ж році Зіньйо виграв свій перший титул — чемпіонат штату Ріо, а через рік він виграв з командою і чемпіонат Бразилії, але той рік закінчився масовим від'їздом провідних гравців з клубу, в результаті чого у наступному сезоні 1988 року Зіньйо, разом з Бебету, залишився, практично, єдиним чемпіоном Бразилії 1987 року. Лише два роки потому команда почала набирати обертів, вигравши чемпіонат штату, чемпіонат Бразилії та бразильський кубок.
У 1993 року Зіньйо покинув ряди «Фламенго» і перейшов в «Палмейрас», в якому зібралися такі зірки як Едмундо, Еділсон, Роберто Карлос і новий тренер команди Вандерлей Лушембурго. І команда в перший же рік виграла чемпіонат Сан-Паулу, чемпіонат Бразилії та здобула перемогу в турнірі Ріо-Сан-Паулу, а через рік повторила успіх, вигравши чемпіонат країни і турніру Ріо-Сан-Паулу. Але з відходом Лушембурго, команда почала «сипатися», її стали залишати провідні гравці, в числі яких був і Зіньйо, який після чемпіонату світу переїхав до Японії.
В японському клубі «Йокогама Флюгелс» Зіньйо виступав три сезони і був одним з найкращих легіонерів Джей-ліги, провівши в клубі 110 ігор і забивши в них 32 голи. Зіньйо став одним з найкращих гравців чемпіонату Японії за середніми оцінками за матч журналу «SoccerDigest», набираючи в середньому 6,66 очок за гру.
Зіньйо повернувся у Бразилію у 1997 році, знову приєднавшись до «Палмейрасу». З «Вердао» Зіньйо виграв кубок Бразилії, а рік потому відсвяткував перемогу у кубку Лібертадорес. Після цього Зіньйо перейшов в «Греміо», де знову виграв чемпіонат штату, а також третій раз у своїй кар'єрі підняв над головою бразильський кубок.
Після цього Зіньйо в третій раз перейшов до «Палмейраса», провівши ще 24 матчі. Всього ж за «Вердао» Зіньйо провів 333 ігри (184 перемоги, 74 нічиїх та 75 поразок), забив 56 голів.
У 2003 році Зіньйо перейшов в «Крузейро» і виграв з цим клубом чемпіонат Бразилії. Рік по тому у віці 36 років півзахисник перейшов в рідній «Фламенго», але провів в команді лише півтора сезону, не завжди потрапляючи навіть до складу команди. Всього за «Фламенго» провів 466 матчів і забив 65 голів.
Другу половину сезону 2005 року Зіньйо дограв у нижчоліговому клубі «Нова-Ігуасу», після чого перебрався у США. У Сполучених Штатах Зіньйо виступав як граючий тренер у клубі «Маямі», а в 2008 році, завершивши кар'єру, очолив клуб.

## Виступи за збірну
15 березня 1989 року дебютував в офіційних матчах у складі національної збірної Бразилії у товариській грі з Еквадором.
Зіньйо був учасником двох кубків Америки (1993 року в Еквадорі та 1995 року в Уругваї), а також чемпіонату світу 1994 року у США, де футболіст був одним з «творців» перемоги, провівши всі сім матчів на турнірі. У збірній на мундіалі Зіньйо виконував функції опорного півзахисника, який за завданням тренера не ходить в атаку, що Зіньйо робив у всіх своїх командах.
На початку 1998 року півзахисник був включений в заявку збірної на розіграш Золотого кубка КОНКАКАФ 1998 року у США, на якому команда здобула бронзові нагороди. Виграний матч за 3-тє місце проти збірної Ямайки (1:0), який пройшов 15 лютого 1998 року, став останнім для Зіньйо у футболці збірної. Протягом кар'єри у національній команді, яка тривала 10 років, провів у формі головної команди країни 57 матчів, забивши 7 голів.

## Кар'єра тренера
2006 року, завершився ігрову кар'єру у «Маямі», Зіньйо очолив цей філоридський клуб, де і пропрацював аж до 2010 року.
2011 року недовго очолював команду «Нова-Ігуасу», в якій також раніше виступав як гравець.
З 2015 року входить до тренерського штабу клубу «Васко да Гама».

## Статистика

### Клубна
| Чемпіонат | Чемпіонат          | Чемпіонат | Ліга | Ліга                            | Кубок            | Кубок            | Кубок ліги      | Кубок ліги      | Всього | Всього |
| Сезон     | Клуб               | Ліга      | Ігри | Голи                            | Ігри             | Голи             | Ігри            | Голи            | Ігри   | Голи   |
| Бразилія  | Бразилія           | Бразилія  | Ліга | Ліга                            | Кубок Бразилії   | Кубок Бразилії   | Кубок Ліги      | Кубок Ліги      | Всього | Всього |
| --------- | ------------------ | --------- | ---- | ------------------------------- | ---------------- | ---------------- | --------------- | --------------- | ------ | ------ |
| 1986      | «Фламенго»         | Серія A   | 22   | 3                               |                  |                  |                 |                 | 22     | 3      |
| 1987      | «Фламенго»         | Серія A   | 19   | 2                               |                  |                  |                 |                 | 19     | 2      |
| 1988      | «Фламенго»         | Серія A   | 25   | 4                               |                  |                  |                 |                 | 25     | 4      |
| 1989      | «Фламенго»         | Серія A   | 17   | 0                               |                  |                  |                 |                 | 17     | 0      |
| 1990      | «Фламенго»         | Серія A   | 18   | 1                               |                  |                  |                 |                 | 18     | 1      |
| 1991      | «Фламенго»         | Серія A   | 7    | 0                               |                  |                  |                 |                 | 7      | 0      |
| 1992      | «Фламенго»         | Серія A   | 25   | 3                               |                  |                  |                 |                 | 25     | 3      |
| 1993      | «Палмейрас»        | Серія A   | 17   | 5                               |                  |                  |                 |                 | 17     | 5      |
| 1994      | «Палмейрас»        | Серія A   | 27   | 6                               |                  |                  |                 |                 | 27     | 6      |
| Японія    | Японія             | Японія    | Ліга | Ліга                            | Кубок Імператора | Кубок Імператора | Кубок Джей-ліги | Кубок Джей-ліги | Всього | Всього |
| 1995      | «Йокогама Флюгелс» | Джей-ліга | 41   | 13                              | 2                | 1                | -               | -               | 43     | 14     |
| 1996      | «Йокогама Флюгелс» | Джей-ліга | 27   | 5                               | 2                | 1                | 14              | 7               | 43     | 13     |
| 1997      | «Йокогама Флюгелс» | Джей-ліга | 15   | 3                               | 0                | 0                | 6               | 1               | 21     | 4      |
| Бразилія  | Бразилія           | Бразилія  | Ліга | Ліга                            | Кубок Бразилії   | Кубок Бразилії   | Кубок Ліги      | Кубок Ліги      | Всього | Всього |
| 1998      | «Палмейрас»        | Серія A   | 21   | 1                               |                  |                  |                 |                 | 21     | 1      |
| 1999      | «Палмейрас»        | Серія A   | 20   | 3                               |                  |                  |                 |                 | 20     | 3      |
| 2000      | «Греміо»           | Серія A   | 30   | 6                               |                  |                  |                 |                 | 30     | 6      |
| 2001      | «Греміо»           | Серія A   | 21   | 4                               |                  |                  |                 |                 | 21     | 4      |
| 2002      | «Палмейрас»        | Серія A   | 16   | 2                               |                  |                  |                 |                 | 16     | 2      |
| 2003      | «Крузейру»         | Серія A   | 31   | 3                               |                  |                  |                 |                 | 31     | 3      |
| 2004      | «Фламенго»         | Серія A   | 31   | 3                               |                  |                  |                 |                 | 31     | 3      |
| 2005      | «Фламенго»         | Серія A   | 0    | 0                               |                  |                  |                 |                 | 0      | 0      |
| 2005      | «Нова-Ігуасу»      |           | 0    | 0                               |                  |                  |                 |                 | 0      | 0      |
| США       | США                | США       | Ліга | Ліга                            | Відкритий кубок  | Відкритий кубок  | Кубок МЛС       | Кубок МЛС       | Всього | Всього |
| 2006      | «Маямі»            | USL-1     | 24   | 2                               |                  |                  |                 |                 | 24     | 2      |
| 2007      | «Маямі»            | USL-1     | 25   | 5                               |                  |                  |                 |                 | 25     | 5      |
| Країна    | Бразилія           | Бразилія  | 347  | 46\|\|\|\|\|\|\|\|\|\|347\|\|46 |                  |                  |                 |                 |        |        |
| Країна    | Японія             | Японія    | 83   | 21                              | 4                | 2                | 20              | 8               | 107    | 31     |
| Країна    | США                | США       | 49   | 7\|\|\|\|\|\|\|\|\|\|49\|\|7    |                  |                  |                 |                 |        |        |
| Всього    | Всього             | Всього    | 479  | 74                              | 4                | 2                | 20              | 8               | 503    | 84     |

### Збірна
| Збірна Бразилії | Збірна Бразилії | Збірна Бразилії |
| Роки            | Ігри            | Голи            |
| --------------- | --------------- | --------------- |
| 1989            | 4               | 0               |
| 1990            | 0               | 0               |
| 1991            | 0               | 0               |
| 1992            | 7               | 1               |
| 1993            | 14              | 0               |
| 1994            | 13              | 2               |
| 1995            | 10              | 3               |
| 1996            | 0               | 0               |
| 1997            | 2               | 1               |
| 1998            | 5               | 0               |
| Всього          | 55              | 7               |

## Титули і досягнення

### Командні
- Чемпіон Бразилії (5):
«Фламенго»: 1987, 1992
«Палмейрас»: 1993, 1994
«Крузейру»: 2004
- Володар Кубка Бразилії (3):
«Фламенго»: 1990
«Палмейрас»: 1998
«Греміо»: 2001
- Чемпіон штату Ріо-де-Жанейро (3):
«Фламенго»: 1986, 1991, 2004
- Чемпіон штату Сан-Паулу (2):
«Палмейрас»: 1993, 1994
- Чемпіон штату Ріу-Гранді-ду-Сул (1):
«Греміо»: 2001
- Переможець турніру Ріо-Сан-Паулу (2):
«Палмейрас»: 1993, 1994
- Володар Кубка Лібертадорес (1):
«Палмейрас»: 1999
- Володар Кубка Меркосур (1):
«Палмейрас»: 1998

### Збірні
- Чемпіон світу (1): 1994
- Срібний призер Кубка Америки: 1995
- Бронзовий призер Золотого кубка КОНКАКАФ: 1998

### Особисті
- Володар Срібного м'яча Бразилії: 1988, 1992, 1994, 1997